# Leptacis xanthochroa
Leptacis xanthochroa är en stekelart som först beskrevs av William Harris Ashmead 1896.  Leptacis xanthochroa ingår i släktet Leptacis och familjen gallmyggesteklar. Inga underarter finns listade i Catalogue of Life.